# Hrabstwo Loudon
Hrabstwo Loudon (ang. Loudon County) – hrabstwo w stanie Tennessee w Stanach Zjednoczonych. Obszar całkowity hrabstwa obejmuje powierzchnię 247,31 mil² (640,53 km²). Według szacunków United States Census Bureau w roku 2009 miało 46 725 mieszkańców.
Hrabstwo powstało w 1870 roku. 

## Miasta
- Greenback
- Lenoir City
- Loudon
- Philadelphia[4]

## CDP
- Tellico Village[4]

| Populacja hrabstwa w poprzednich latach | Populacja hrabstwa w poprzednich latach |
| Rok                                     | Liczba ludności                         |
| --------------------------------------- | --------------------------------------- |
| 1980                                    | 28 421                                  |
| 1990                                    | 31 255                                  |
| 2000                                    | 39 086                                  |
| 2005                                    | 43 387                                  |